# Копкан (вулкан)
Копкан — потухший вулкан в Анаунском вулканическом районе Срединного хребта полуострова Камчатка.
Располагается в центральной части Анаунского района, в верховьях рек Янпат и Копкан.
Форма вулкана — пологий лавовый щит: имеет вытянутую форму с осями 8 × 16 км и площадью 107 км². Абсолютная высота — 1120 м, относительная — 400 м. Объём изверженного материала (базальта) — 11 км³. Кратер отсутствует.
Деятельность вулкана относится к верхнечетвертичному периоду.